# Mont Sanqing
Pour les articles homonymes, voir San qing.
Le mont Sanqing (chinois : 三清山 ; pinyin : sān qīng shān ; litt. « monts des trois puretés ») est une montagne taoïste située dans les monts Huaiyu. Il se trouve au Nord du territoire du xian de Yushan, dans la ville-préfecture de Shangrao, au sein de la province chinoise du Jiangxi. Il est situé à environ 80 km au nord du centre-ville de Yushan. Le centre-ville du canton de Shanqing shan (三清山乡) est quant à lui situé à l'Est du mont. Il est constitué de trois sommets principaux, le Yujing (son point le plus élevé à 1 817 m d'altitude), le Yuxu et le Yuhua.
Il a été inscrit sur la liste du patrimoine mondial de l'UNESCO le 8 juillet 2008.
Son nom vient des San qing (trois puretés ou trois clartés), nom désignant les trois cieux du taoïsme.

## Végétation
La végétation comporte une végétation très dense. À la fin du printemps, de nombreuses azalées de l'espèce Rhododendron simiarum sont en fleur.
| Nom scientifique                | Image |
| ------------------------------- | ----- |
| Daphniphyllum macropodum (en)   |       |
| Fokienia hodginsii              |       |
| Eurya saxicola                  |       |
| Rhododendron simiarum (azalées) |       |
| Sabina squamata                 |       |
| Sorbus amabilis (en)            |       |
| Sycopsis sinensis               |       |
| Symplocos paniculata            |       |
| Tsuga chinensis                 |       |
| Viburnum sympodiale             |       |
| Wikstroemia monnula (en)        |       |

## Activités

### Parc national du mont Sanqingshan
Le parc touristique du mont Sanqingshan a été décrété parc national le 1er août 1988.

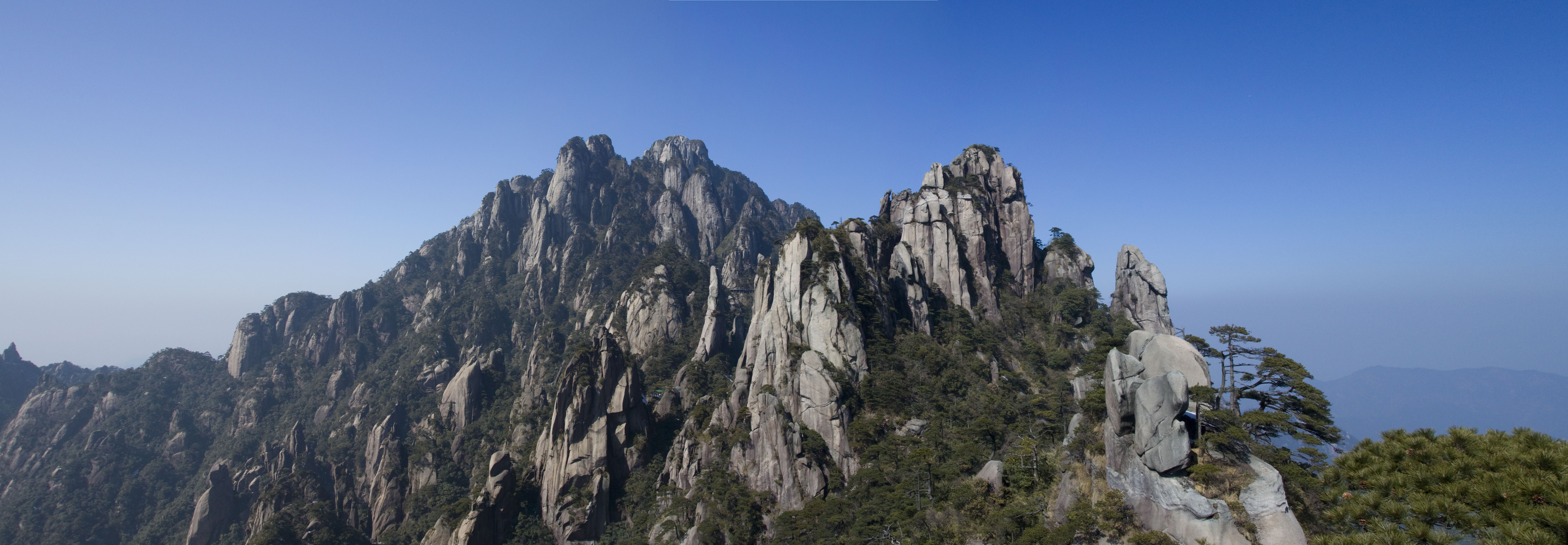
Vue du du mont Sanqing, qui figure au patrimoine mondial (un des sommets de Sanqing).

## Culture

### Religion
Le mont Sanqing, est un mont sacré pour les taoïstes.

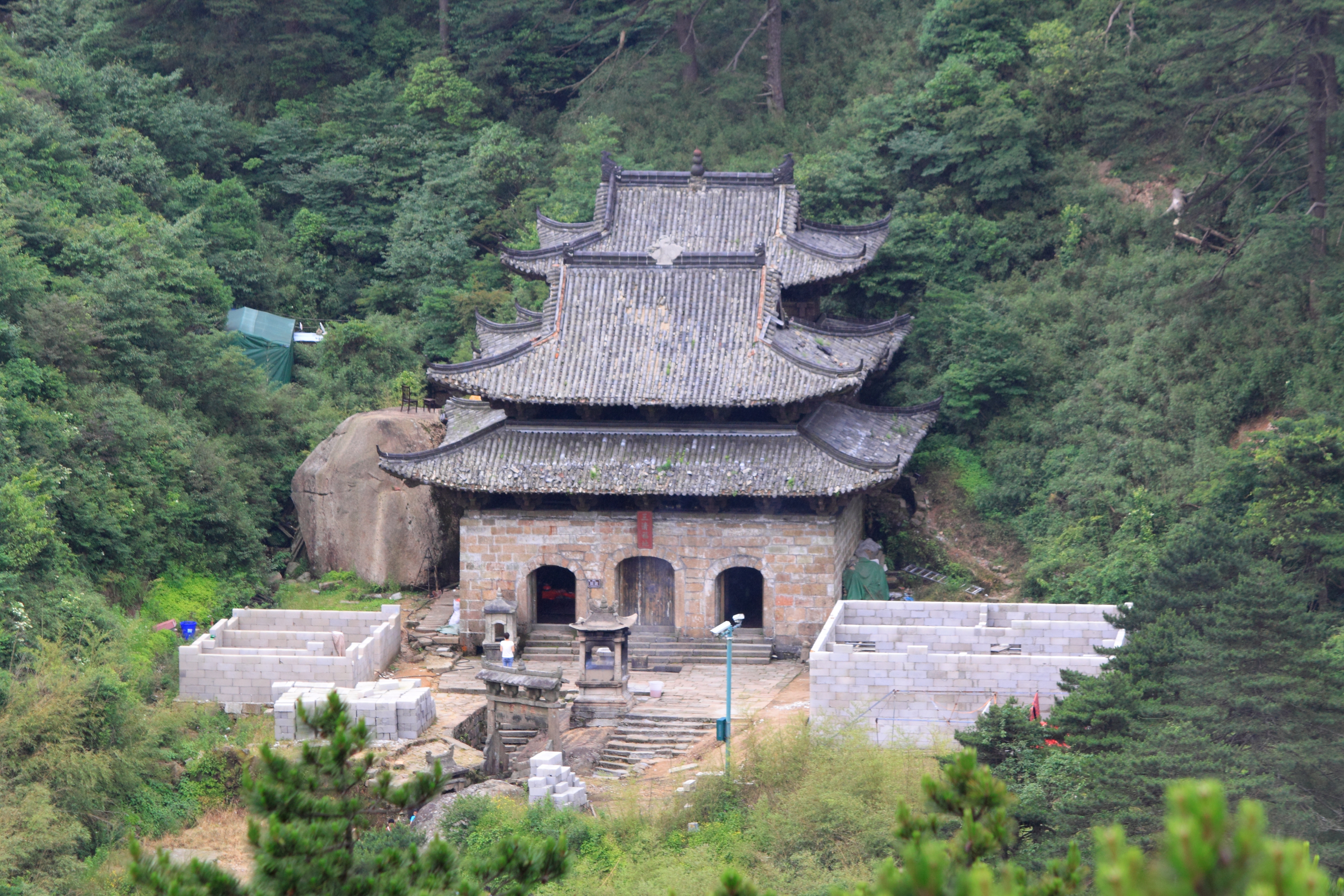
Palais de Sanqing (三清宫) Un des temple taoïstes de Sanqing
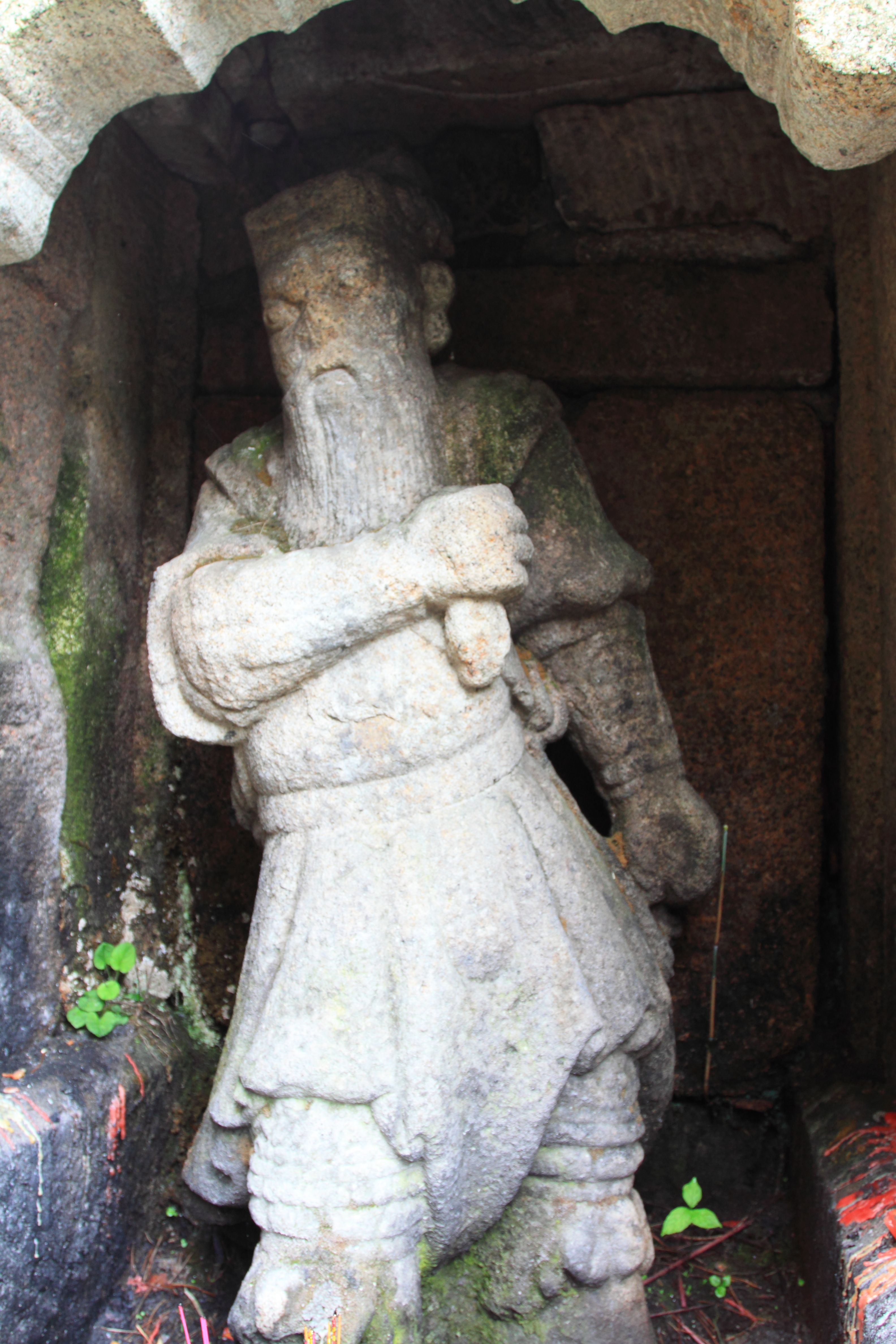
Sculpture à la porte du vent (风门)
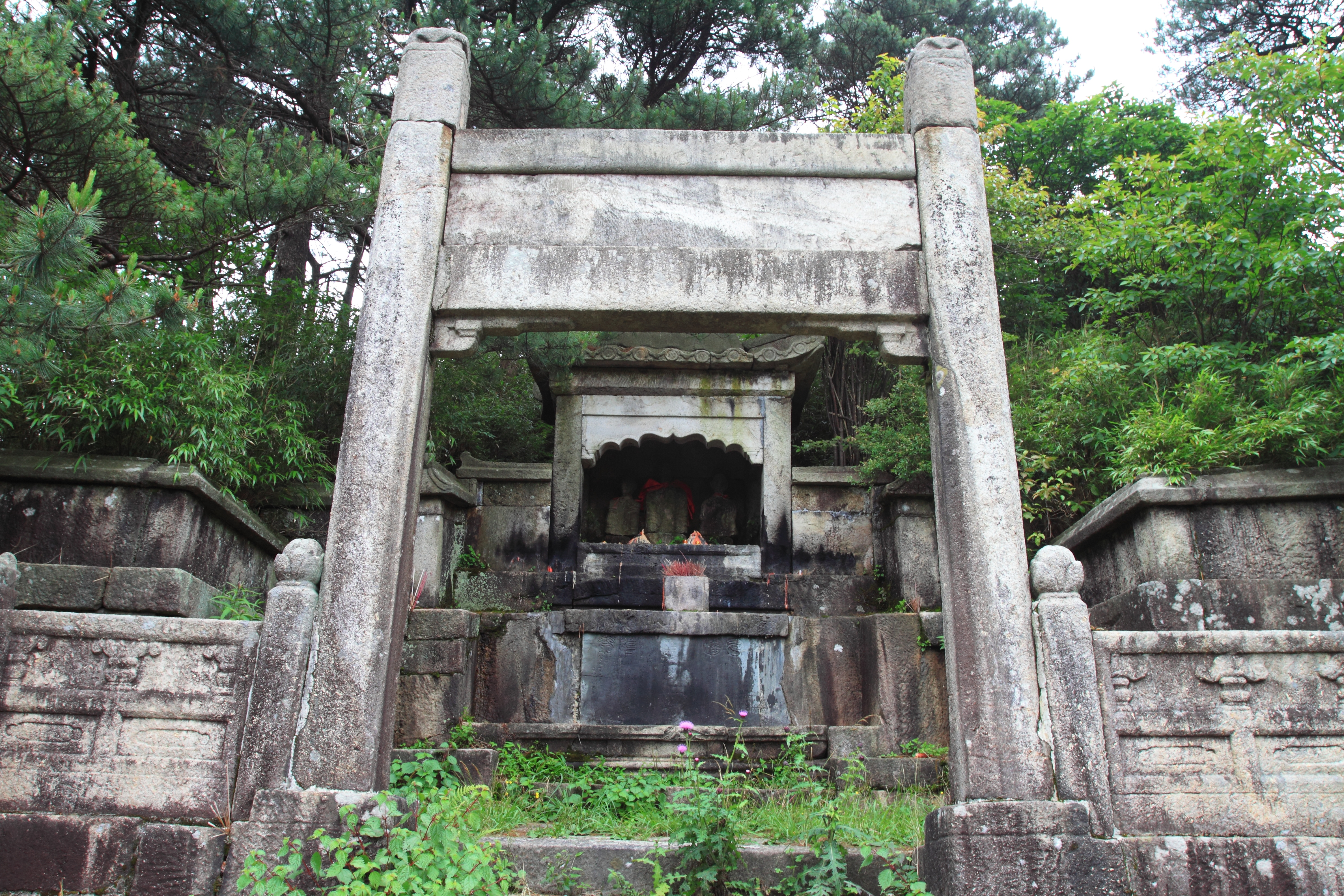
Tombeau du roi Hu (王祜墓)
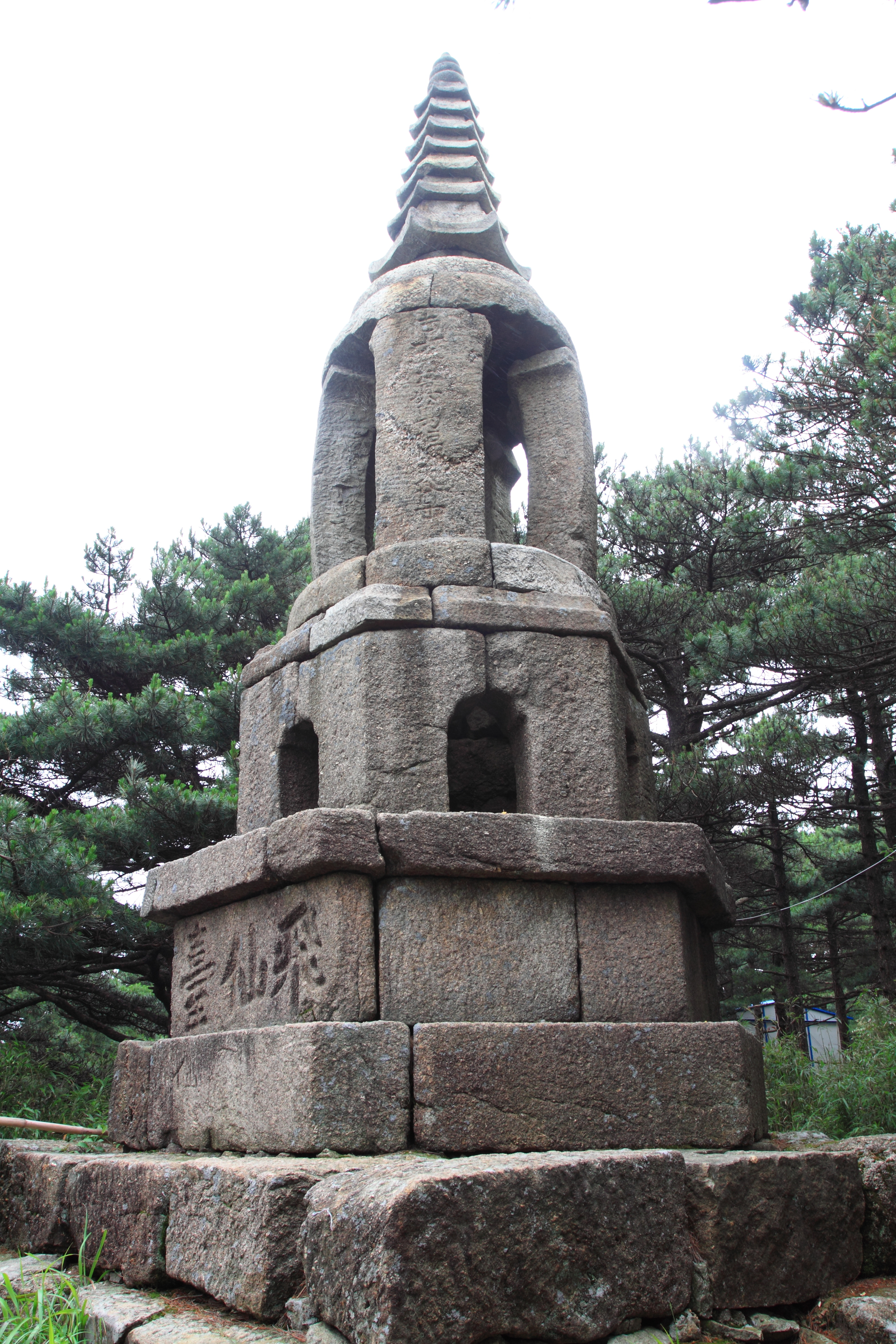
Terrasse de l'immortel volant (飞仙台)
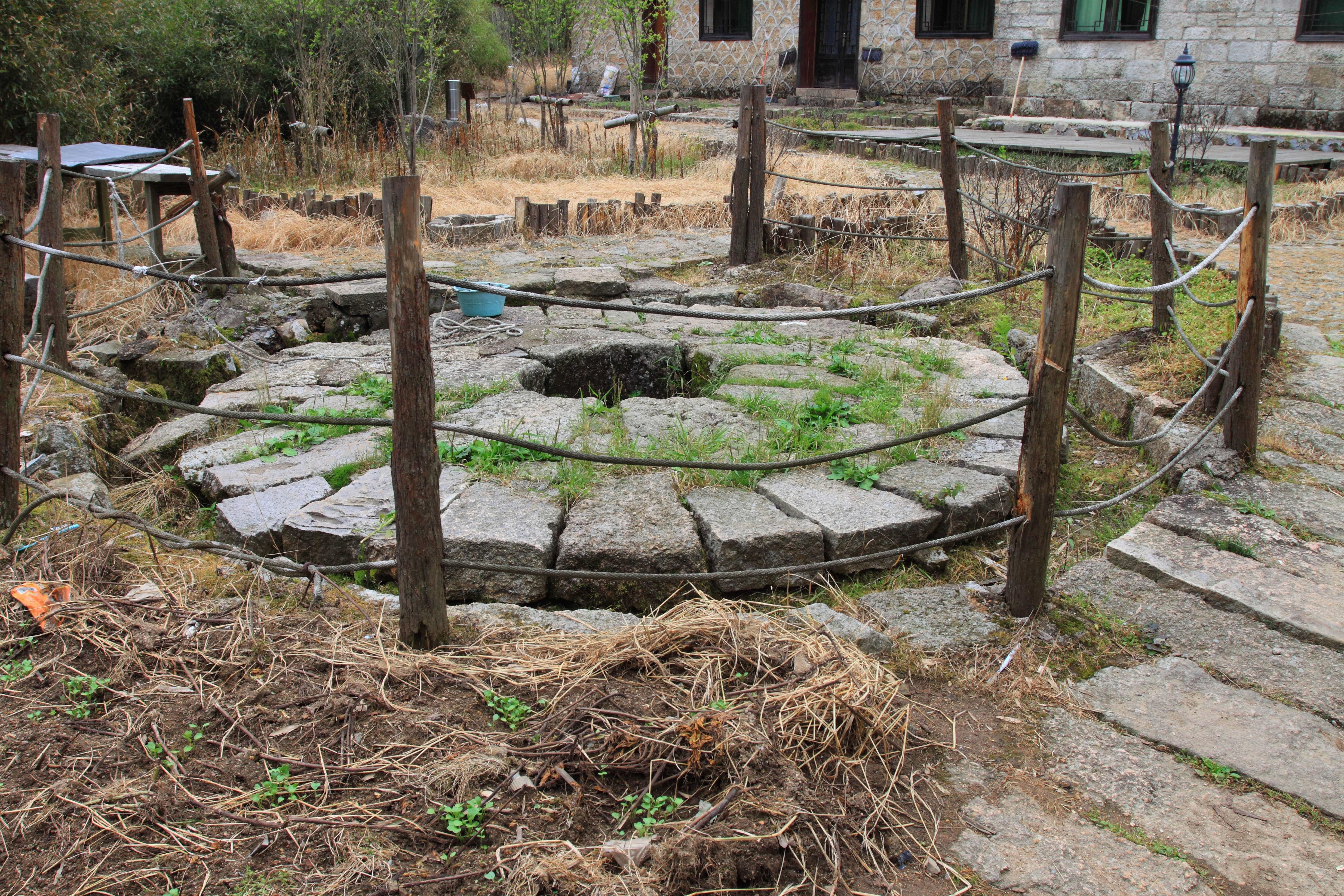
Ancien puits vermillon (古丹井)
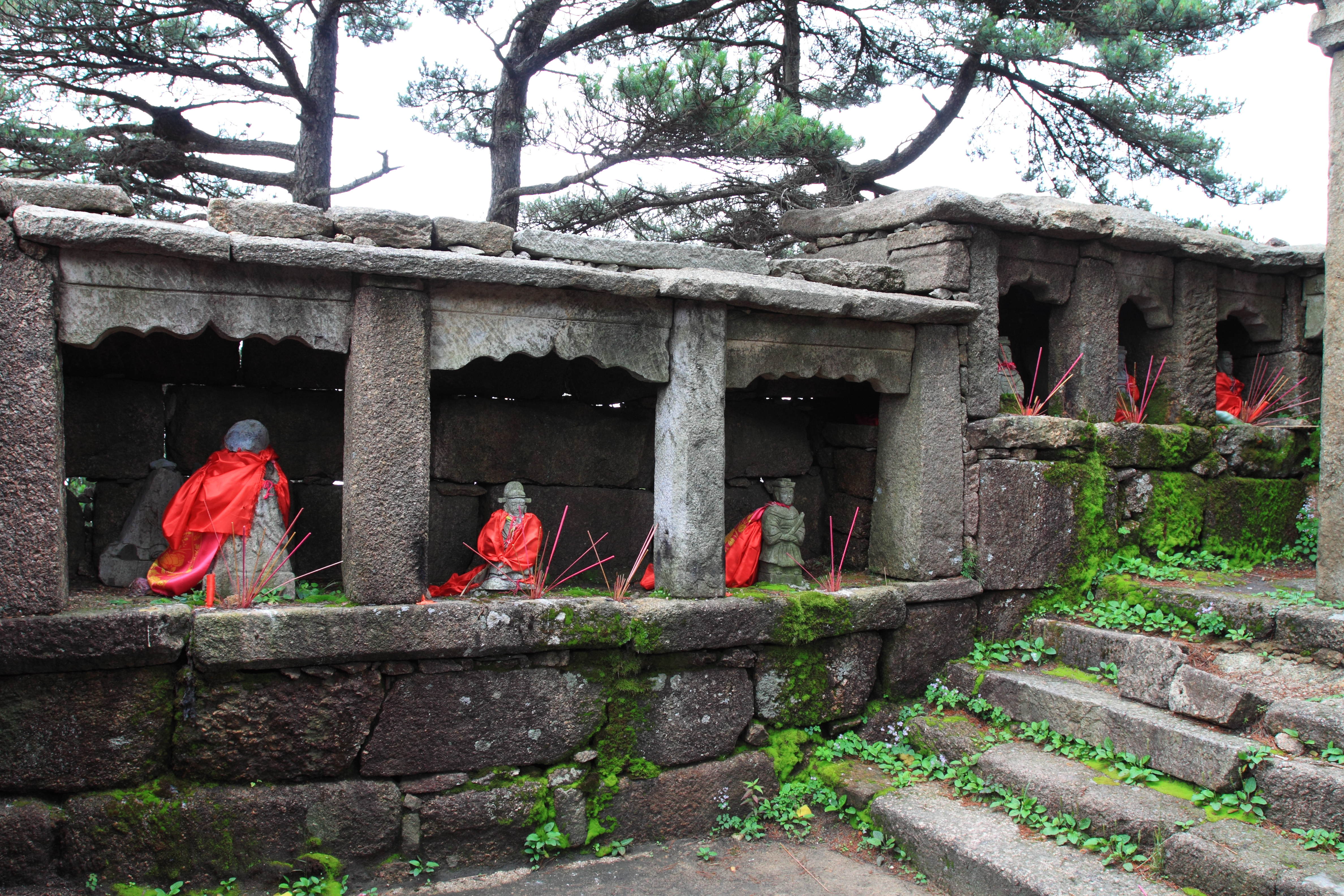
Salle du dragon et du tigre (龙虎殿)

## Transports
La montagne comporte deux lignes de téléphériques, au sud et au nord-est du mont, permettant de s'approcher de ses sommets.
Le centre touristique est relié au centre-ville de Shangrao à moins de 2 heures de route, par une ligne de bus.